# Dario Alessandro Barbanti-Flick
Pour les articles homonymes, voir Flick.
Dario Alessandro Barbanti-Flick est né le 5 janvier 1997 à Cologne, en Allemagne. Il est un musicien et acteur allemand.

## Biographie
Dario Flick est surtout connu comme guitariste pour le groupe de rock allemand Apollo 3 qu'il a fondé avec Henry Horn et Marvin Schlatter en 2006. Il a aussi joué le rôle d'Alex dans le film de football Teufelskicker (Soccer Kids).

## Instruments
Dario a joué avec plusieurs guitares telles que:
- Gibson Flying V
- Gibson Les Paul
- Fender Stratocaster
- Fender Telecaster